# Marqueur officiel

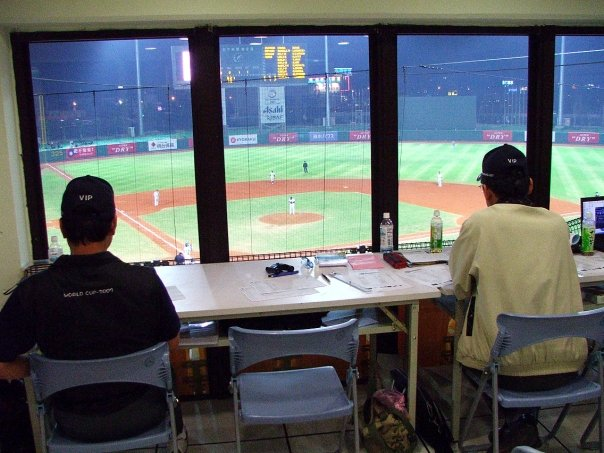
Les marqueurs officiels regardent attentivement le match, tout en rapportant ce qui se passe à l’organisateur.

Au baseball, le marqueur officiel est la personne désignée par l'organisateur de la rencontre pour enregistrer les actions du match, à la fois pour le score et les statistiques. C'est lui, par exemple, qui décide si le frappeur atteint un but sur un coup sûr ou à la suite d'une erreur.